# Hanna Damásio
Hanna Damásio (* 24. September 1942 in Lissabon) ist eine portugiesisch-amerikanische Neurowissenschaftlerin und emeritierte Professorin in Kalifornien.

## Leben und Wirken
Damásio machte 1969 ihren Abschluss in Medizin, promovierte auch in Lissabon und studierte anschließend Kognitive Neurowissenschaft bei Norman Geschwind am Aphasie-Forschungszentrum in Boston. Nach der Nelkenrevolution sollte sie zunächst einen wesentlichen universitären Forschungsbereich übernehmen, was aber nicht finanzierbar war. Danach wurde sie Professorin für Psychologie und Neurologie an der University of Southern California und leitet das dortige Dornsife Neuroimaging Center. Außerdem forscht sie am Salk Institute in La Jolla. Bis 2005 war sie Professorin für Neurologie an der University of Iowa.
Mit Hilfe von Computertomographie und MRT entwickelt Damásio Methoden, die Struktur des menschlichen Gehirns zu untersuchen und Funktionen wie Sprache, Gedächtnis und Emotion zu erforschen.
Sie ist verheiratet mit dem Neurowissenschaftler António Damásio.

## Auszeichnungen
- Prémio Pessoa (1992)
- Fellow der American Academy of Arts and Sciences (1997) und der American Neurological Association
- Jean-Louis Signoret-Preis der Ipsen-Stiftung 2004 für Soziale Kognition (gemeinsam mit ihrem Mann)[1]
- Cozzarelli-Preis der National Academy of Sciences 2010 für den besten Beitrag in Biopsychologie, der in den Proceedings of the National Academy of Sciences 2009 publiziert wurde
- Ehrendoktorwürden der Universitäten Lissabon und Aachen.

## Ausgewählte Veröffentlichungen
- H. Damasio: Human Brain Anatomy in Computerized Images. Oxford University Press, New York 2005, ISBN 0-19-516561-6.
- M. H. Immordino-Yang, A. McColl, H. Damasio, A. Damasio: Neural correlates of admiration and compassion. In: Proceedings of the National Academy of Sciences. Band 106, Nr. 19, 2009, S. 8021–8026.
- A. Bechara, D. Tranel, H. Damasio: Characterization of the decision-making deficit of patients with ventromedial prefrontal cortex lesions. In: Brain. Band 132, 2009, S. 1289, 2000.
- J. S. Allen, J. Bruss, S. Mehta, T. Grabowski, H. Damasio: Effects of spatial transformation on regional brain volume estimates. In: Neuroimage. Band 42, 2008, S. 535–547.
- N. Naqvi, D. Rudrauf, H. Damasio, A. Bechara: Damage to the insula disrupts addiction to cigarette smoking. In: Science. Band 315, 2007, S. 531–534.
- J. A. Fiez, D. Tranel, D. Seager-Frerichs, H. Damasio: Specific reading and phonological processing deficits are associated with damage to the left frontal operculum. In: Cortex. Band 4, 2006, S. 1–20.
- J. S. Allen, J. Bruss, C. K. Brown, H. Damasio: Normal neuroanatomical variation due to age: The major lobes and parcellation of the temporal region. In: Neurobiology of Aging. Band 26, 2005, S. 1245–1260.
- D. Tranel, H. Damasio, N. Denburg, A. Bechara: Does gender play a role in functional asymmetry of ventromedial prefrontal cortex? In: Brain. Band 128, 2005, S. 2872–2881.
- D. Tranel, T. J. Grabowski, J. Lyon, H. Damasio: Naming the same entities from visual or from auditory stimulation engages similar regions of left inferotemporal cortices. In: Journal of Cognitive Neuroscience. Band 17(8), 2005, S. 1293–305.
- H. Damasio, D. Tranel, T. J. Grabowski, R. Adolphs, A. R. Damasio: Neural systems behind word and concept retrieval. In: Cognition. Band 92, 2004, S. 179–229.
- K. Semendeferi, A. Lu, N. Schenker, H. Damasio: Humans and great apes share a large frontal cortex. In: Nature Neuroscience. Band 5, 2002, S. 272–276.
- K. Semendeferi, H. Damasio.: The brain and its main anatomical subdivisions in living hominoids using magnetic resonance imaging. In: Journal of Human Evolution. Band 38, 2000, S. 317–332.
- S. W. Anderson, A. Bechara, H. Damasio, D. Tranel, A. R. Damasio: Impairment of social and moral behavior related to early damage in human prefrontal cortex. In: Nature Neuroscience. Band 2, 1999, S. 1032–1037.
- A. Bechara, H. Damasio, D. Tranel, A. R. Damasio: Deciding advantageously before knowing the advantageous strategy. In: Science. Band 275, 1997, S. 1293–1294.
- H. Damasio, T. J. Grabowski, D. Tranel, R. Hichwa, A. R. Damasio: A neural basis for lexical retrieval. In: Nature. Band 380, 1996, S. 499–505.
- H. Damasio, T. Grabowski, R. Frank, A. M. Galaburda, A. R. Damasio: The return of Phineas Gage: Clues about the brain from the skull of a famous patient. In: Science. Band 264, 1994, S. 1102–1105.
- H. Damasio, R. Frank: Three-dimensional in vivo mapping of brain lesions in humans. In: Archives of Neurology. Band 49, 1992, S. 137–143.
- A. R. Damasio, H. Damasio: Brain and Language. In: Scientific American. Band 267, 1992, S. 89–95.